# Михайлов, Андрей Алексеевич

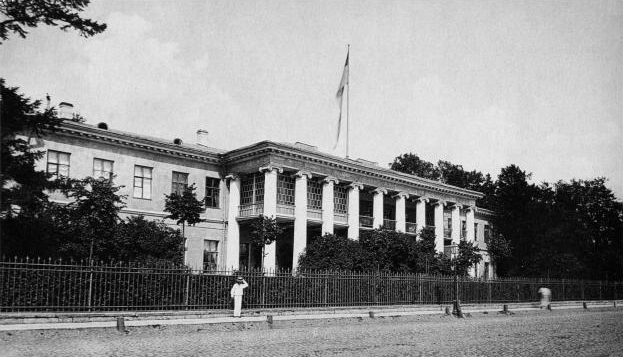
Дача Дурново на Свердловской набережной

Андре́й Алексе́евич Миха́йлов, в документах также А. А. Михайлов 2-й (19 августа 1773, Санкт-Петербург — 1849, Санкт-Петербург) — русский архитектор, крупный мастер позднеклассицистской школы, ассоциируемый с александровским ампиром; младший брат Александра Алексеевича Михайлова. Строитель здания Академии Российской, дома Корсакова и Екатерининской церкви у Тучкова моста в Петербурге, автор первоначального проекта (впоследствии переработанного Осипом Бове) здания Большого театра в Москве; также участвовал в проектировании Исаакиевского собора. Академик (с 1800) и профессор (с 1808), ректор архитектурного отделения (в 1823–1830) Императорской Академии художеств, член Комитета для строений и гидравлических работ.

## Биография
Воспитанник Императорской академии художеств (с 1779). Учился у архитекторов Ю. М. Фельтена, Ф. И. Волкова, И. Е. Старова, А. Д. Захарова. Окончил Академию художеств в 1794 году. Получил награды Академии художеств: малую и большую серебряные медали, а также большую золотую медаль (1794) за «План, фасад и профиль гостинного двора»; тогда же получил звание художника XIV класса. Назначен помощником учителя архитектурного класса (1795). Получил звание «назначенного в академики» (1799) за «Проект эрзерцир-гауса для обучения войск». Звание академика (1800). Адъюнкт-профессор (1802). Избран профессором архитектуры (1808). Член Совета Академии художеств (с 1811). Присвоено звание старшего профессора архитектуры (1814). Назначен ректором Академии художеств «по части архитектуры» (1823—1831).
Состоял членом Комитета для строений и гидравлических работ, ведавшего с 1816 года застройкой Петербурга.

## Известные постройки

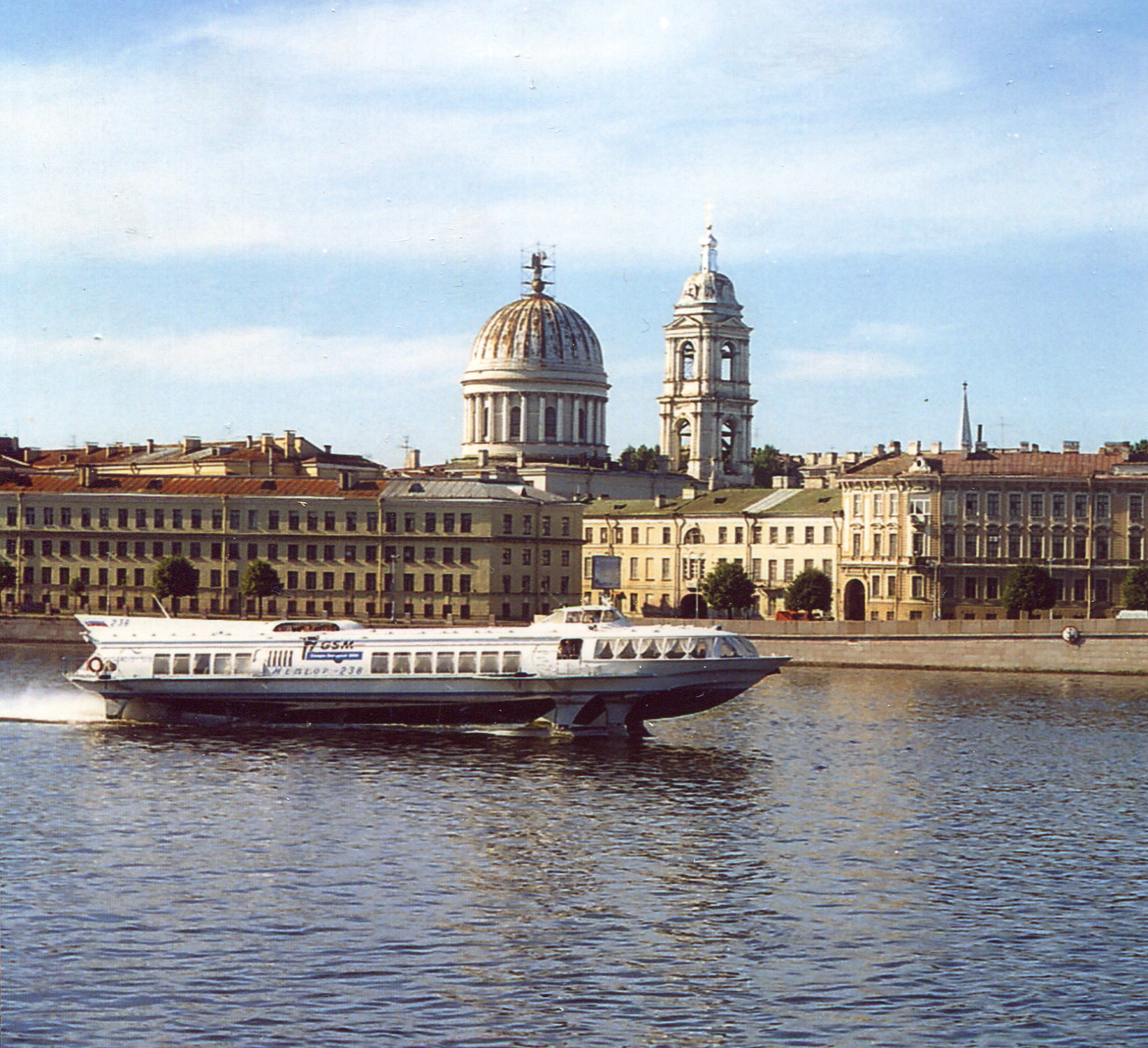
Церковь Святой Екатерины у Тучкова моста

- Мариинская больница для бедных — НИИ фтизиопульмонологии ММА имени И. М. Сеченова. Москва улица Достоевского (бывш. Божедомка), дом 4 корпус 1 (1803—1806), совместно с Д. И. Жилярди (и Д. Кваренги).
- церковь Святой Екатерины у Тучкова моста, Кадетская линия Васильевского острова, д. 27A (1811—1823)[5].
- рисовальный корпус Академии художеств (1819—1821)
- проект Большого театра в Москве (1820—1824), переработан О. И. Бове[6]
- участие в проектировании Исаакиевского собора (1821—1825)
- здание Патриотического женского института, 10-я линия Васильевского острова, 3 (1824—1825)
- баня в саду Академии (1825)
- Дом Корсаковых — здание Театра имени Ленсовета Владимирский проспект, 12 (1826—1828).
- перестройка внутренних помещений дворца Бобринских (1822—1825).
- перестройка Юсуповского дворца (1830—1838).